# Windows Essentials
O Windows Essentials (anteriormente chamado de Windows Live Essentials e  Windows Live Installer) foi uma suíte de aplicativos freeware da Microsoft que incluía cliente de e-mail, mensagens instantâneas, compartilhamento de fotos e software de controle dos pais. Os programas do Essentials foram desenhados para se integrar bem uns com os outros, com o Microsoft Windows, e bem como outros serviços da Microsoft baseados na web como o OneDrive e o Outlook.com.

## Windows Essentials 2012
O Windows Essentials 2012 é uma suíte da Microsoft, que incluía os seguintes programas: Windows Movie Maker, Windows Live Writer, Windows Live Mail, Windows Live Messenger, proteção para família Windows e galeria de fotos 

### Wave 5
| Programas disponíveis no instalador do Windows Essentials | Programas disponíveis no instalador do Windows Essentials | Programas disponíveis no instalador do Windows Essentials | Programas disponíveis no instalador do Windows Essentials |
| Aplicativos                                               | Versão atual                                              | Data da atualização                                       | Próxima versão                                            |
| --------------------------------------------------------- | --------------------------------------------------------- | --------------------------------------------------------- | --------------------------------------------------------- |
| Windows Live Messenger                                    | v16.4.3508.205                                            | 14 de Maio de 2013                                        | Não disponível                                            |
| Windows Live Mail                                         | v16.4.3508.0205                                           | 14 de Maio de 2013                                        | Não disponível                                            |
| Windows Live Writer                                       | v16.4.3508.205                                            | 14 de Maio de 2013                                        | Não disponível                                            |
| Galeria de Fotos                                          | v16.4.3508.205                                            | 14 de Maio de 2013                                        | Não disponível                                            |
| Movie Maker                                               | v16.4.3508.0205                                           | 14 de Maio de 2013                                        | Não disponível                                            |
| Windows Live Proteção para a Família                      | v16.4.3508.0205                                           | 14 de Maio de 2013                                        | Não disponível                                            |
| Outlook Connector Pack                                    | v14.0.6123.5001                                           | 4 de Julho de 2012                                        | Não disponível                                            |
| Microsoft SkyDrive                                        | v17.0.2015.0811                                           | 1 de Setembro de 2013                                     | Não disponível                                            |

## Descrição dos programas
Versão atual: 2012 (build 16.4.3508.0205)

### Windows Live Messenger 2012
Nesta versão o Messenger combinava as mensagens instantâneas com as redes sociais, compartilhamento de  fotos e vídeos enquanto conversa. Conversa com vídeo de alta definição ou enviar uma mensagem de vídeo para um amigo e atualizações de redes sociais atualmente conectadas na conta do usuário.

### Windows Live Mail 2012
O novo Windows Live Mail podia organizar tudo em apenas um lugar no PC. Possibilidade de adicionar várias contas de email, como o Hotmail, o Gmail e o Yahoo! Mail. Visualize seus emails, calendários e contatos quando não estiver conectado a Internet.

### Windows Live Writer 2012
O Windows Live Writer permitia que qualquer pessoa conte histórias como um blogueiro profissional com facilidade e rapidez. Possibilidade de criar lindas postagens de blogs e ver como elas ficarão online antes de publicá-las no blog desejado. Além disso, é possível publicar o blog em qualquer provedor de serviços de blog, como o WordPress, Blogger, LiveJournal entre outros.

### Galeria de Fotos 2012
Nesta versão foi possível importar fotos de uma câmera digital, organiza-las em álbuns e edita-las para que fiquem do jeito desejado. Usava ferramentas de fotos avançadas para criar panorâmicas, filmes, apresentações de slides entre outras. Para compartilhar as fotos e os vídeos, publicava em sites favoritos, como o Facebook e Flickr, tudo diretamente da Galeria de Fotos.

### Movie Maker 2012
Com o Movie Maker, é possível transformar rapidamente fotos e vídeos em filmes sofisticados. Adicione efeitos especiais, transições, sons e legendas para ajudá-lo a contar sobre os seus acontecimentos. E o compartilhamento com os amigos e a família é fácil, quer seja pela Web, computador, TV, dispositivo móvel ou DVD. A gravação de DVD no Movie Maker depende do Criador de DVD do Windows, que somente está disponível nas edições Windows 7 (Home Premium, Professional, Enterprise e Ultimate) e no Windows Vista (Home Premium e Ultimate).

### Proteção para Família 2012
Use os relatórios de atividades para monitorar as atividades com que as crianças utilizam o computador. Escolha sites, jogos e programas que eles possam acessar ou não. Defina os períodos em que poderão usar o computador. O programa oferece monitoramento contínuo mesmo sem um responsável por perto.

### Outlook Connector Pack 2011
O Outlook Connector Pack faz parte do Windows Essentials e inclui o Microsoft Outlook Hotmail Connector e o Microsoft Outlook Social Connector Provider para Windows Live Messenger, de forma que a manter o usuário conectado ao Windows Live Hotmail e Messenger no Outlook (2010, 2007 e 2003).

### Microsoft SkyDrive 2013
Com o SkyDrive, você sempre estará perto dos documentos, anotações, fotos e vídeos que são importantes. Armazene qualquer item no SkyDrive e ele estará disponível automaticamente para você em qualquer dispositivo, sem sincronização ou cabos.

### Windows Live Messenger Companion
O Windows Live Messenger Companion era um add-in para o Windows Internet Explorer, que detectava quando um usuário estava em um site que um de seus amigos compartilhou conteúdo e superfícies que atualização para que o usuário pudesse visualizar instantaneamente o que seus amigos partilharam e deixasse um comentário sobre o conteúdo compartilhado no Windows Live. O serviço utilizava o Windows Live ID e se integrava perfeitamente com o Windows Live Messenger para obter usuário da lista de contatos e os conteúdos partilhados. 
O Windows Live Messenger Companion foi lançado como parte do Windows Essentials "Wave" 4.  O add-in foi descontinuado no lançamento do Windows Essentials 2012.

## Histórico deWave
| Versão antiga | Versão atual | Versão futura |

| Essentials e Windows Live Dashboard (Wave 1) | Essentials e Windows Live Dashboard (Wave 1) | Essentials e Windows Live Dashboard (Wave 1) | Essentials e Windows Live Dashboard (Wave 1) | Essentials e Windows Live Dashboard (Wave 1) | Essentials e Windows Live Dashboard (Wave 1) |
| Wave                                         | Build                                        | Data de lançamento                           | Windows XP                                   | Windows Vista                                | Instalador                                   |
| -------------------------------------------- | -------------------------------------------- | -------------------------------------------- | -------------------------------------------- | -------------------------------------------- | -------------------------------------------- |
| 1                                            | 8.1.0064                                     | 8 de Setembro de 2006                        | Sim                                          | Sim                                          | Não disponível...                            |
| 1                                            | 8.1.0066                                     | 13 de Setembro de 2006                       | Sim                                          | Sim                                          | Não disponível...                            |
| 1                                            | 8.1.0068                                     | 22 de Setembro de 2006                       | Sim                                          | Sim                                          | Não disponível...                            |
| 1                                            | 8.1.0106                                     | 31 de Outubro de 2006                        | Sim                                          | Sim                                          | Não disponível...                            |
| 1                                            | 8.1.0168                                     | 13 de Dezembro de 2006                       | Sim                                          | Sim                                          | Não disponível...                            |
| 1                                            | 8.1.0178                                     | 30 de Janeiro de 2007                        | Sim                                          | Sim                                          | Não disponível...                            |

| Windows Live Installer (Wave 2) | Windows Live Installer (Wave 2) | Windows Live Installer (Wave 2) | Windows Live Installer (Wave 2) | Windows Live Installer (Wave 2) | Windows Live Installer (Wave 2) |
| Wave                            | Build                           | Data de lançamento              | Windows XP                      | Windows Vista                   | Instalador                      |
| ------------------------------- | ------------------------------- | ------------------------------- | ------------------------------- | ------------------------------- | ------------------------------- |
| 2                               | 8.5.1235.0517                   | 30 de Maio de 2007              | Sim                             | Sim                             | Não disponível...               |
| 2                               | 8.5.1238.0601                   | 21 de Junho de 2007             | Sim                             | Sim                             | Não disponível...               |
| 2                               | 8.5.1302.1018                   | 6 de Novembro de 2007           | Sim                             | Sim                             | Não disponível...               |

| Windows Live Essentials 2009 (Wave 3) | Windows Live Essentials 2009 (Wave 3) | Windows Live Essentials 2009 (Wave 3) | Windows Live Essentials 2009 (Wave 3) | Windows Live Essentials 2009 (Wave 3) | Windows Live Essentials 2009 (Wave 3) | Windows Live Essentials 2009 (Wave 3) |
| Wave                                  | Build                                 | Data de lançamento                    | Windows XP                            | Windows Vista                         | Windows 7                             | Instalador                            |
| ------------------------------------- | ------------------------------------- | ------------------------------------- | ------------------------------------- | ------------------------------------- | ------------------------------------- | ------------------------------------- |
| 3                                     | 9.0.1407.1107                         | 27 de Novembro de 2007                | Sim                                   | Sim                                   | Sim                                   | Download...[ligação inativa]          |
| 3                                     | 14.0.5027.908                         | 17 de Setembro de 2008                | Sim                                   | Sim                                   | Sim                                   | Download...[ligação inativa]          |
| 3                                     | 14.0.8050.1202                        | 8 de Janeiro de 2009                  | Sim                                   | Sim                                   | Sim                                   | Download...[ligação inativa]          |
| 3                                     | 14.0.8064.0206                        | 13 de Fevereiro de 2009               | Sim                                   | Sim                                   | Sim                                   | Download...[ligação inativa]          |
| 3                                     | 14.0.8089.0726                        | 19 de Agosto de 2009                  | Sim                                   | Sim                                   | Sim                                   | Download...[ligação inativa]          |
| 3                                     | 14.0.8091.0730                        | 22 de Outubro de 2009                 | Sim                                   | Sim                                   | Sim                                   | Download...[ligação inativa]          |
| 3                                     | 14.0.8117.416                         | 6 de Maio de 2010                     | Sim                                   | Sim                                   | Sim                                   | Download...[ligação inativa]          |

| Windows Live Essentials 2011 (Wave 4) | Windows Live Essentials 2011 (Wave 4) | Windows Live Essentials 2011 (Wave 4) | Windows Live Essentials 2011 (Wave 4) | Windows Live Essentials 2011 (Wave 4) | Windows Live Essentials 2011 (Wave 4) | Windows Live Essentials 2011 (Wave 4) |
| Wave                                  | Build                                 | Data de lançamento                    | Windows Vista                         | Windows 7                             | Instalador                            |                                       |
| ------------------------------------- | ------------------------------------- | ------------------------------------- | ------------------------------------- | ------------------------------------- | ------------------------------------- | ------------------------------------- |
| 4                                     | 15.2.2583.119                         | 24 de Junho de 2010                   | Sim                                   | Sim                                   | Download...[ligação inativa]          |                                       |
| 4                                     | 15.4.3508.1109                        | 3 de Dezembro de 2010                 | Sim                                   | Sim                                   | Download...[ligação inativa]          |                                       |
| 4                                     | 15.4.3538.0513                        | 6 de Julho de 2011                    | Sim                                   | Sim                                   | Download...[ligação inativa]          |                                       |
| 4                                     | 15.4.3555.0308                        | 19 de Março de 2012                   | Sim                                   | Sim                                   | Download...[ligação inativa]          |                                       |

| Windows Essentials 2012 (Wave 5) | Windows Essentials 2012 (Wave 5) | Windows Essentials 2012 (Wave 5) | Windows Essentials 2012 (Wave 5) | Windows Essentials 2012 (Wave 5) | Windows Essentials 2012 (Wave 5) |
| Wave                             | Build                            | Data de lançamento               | Windows 7                        | Windows 8                        | Instalador                       |
| -------------------------------- | -------------------------------- | -------------------------------- | -------------------------------- | -------------------------------- | -------------------------------- |
| 5                                | 16.4.3503.728                    | 7 de Agosto de 2012              | Sim                              | Sim                              | Download...[ligação inativa]     |
| 5                                | 16.4.3505.912                    | 27 de Setembro de 2012           | Sim                              | Sim                              | Download...[ligação inativa]     |
| 5                                | 16.4.3508.0205                   | 14 de Maio de 2013               | Sim                              | Sim                              | Download...[ligação inativa]     |

## Histórico de versões
A Microsoft lançou o Windows Essentials Wave 5 no dia 7 de Agosto de 2012 como versão final da suite de aplicativos, sem nenhuma versão beta antes.
- Windows Essentials 2012 (build 16.4.3503.728): Versão lançada em 7 de Agosto de 2012;
- Windows Essentials 2012 (build 16.4.3505.912): Atualização lançada em 27 de Setembro de 2012;
- Windows Essentials 2012 (build 16.4.3508.205): Atualização lançada em 14 de Maio de 2013.
- Windows Essentials 2012 (build 16.4.3522.110): Atualização lançada em 20 de Fevereiro de 2014.
- Windows Essentials 2012 (build 16.4.3528.331): Atualização lançada em 17 de Abril de 2014.

## Requisitos do sistema
O Windows Essentials 2012 requer o seguinte: 
- Sistema operacional: Windows Vista, Windows 7 (x86 ou x64), Windows 8 (x86 ou x64) ou o Windows Server 2008 R2;
- Processador: 1,6 GHz ou superior com suporte para SSE2. O SSE2 tem suporte em processadores Pentium 4 ou mais recentes, e em processadores AMD K8 ou mais recentes;
- Memória: 1 GB de RAM ou superior;
- Resolução mínima de tela: 1024 × 576 no mínimo;
- Conexão com a Internet: Os serviços online requerem acesso discado ou de alta velocidade à Internet (fornecido separadamente - sujeito a taxas de chamadas locais ou interurbanas). O acesso à Internet de alta velocidade é recomendado para alguns recursos.;
- Placa gráfica ou de vídeo:  O Windows Movie Maker requer uma placa gráfica com suporte para DirectX 9 ou superior e Shader Model 2 ou superior;

### Requisitos adicionais
Alguns programas do Windows Essentials têm requisitos adicionais:
- O Windows Galeria de Fotos e o Movie Maker: Requerem alguns recursos do DirectX 9, que podem ser instalados para você caso não estejam em seu computador;
- Messenger: A conversa com vídeo requer uma webcam, um microfone, alto-falantes ou um headset e acesso à Internet de alta velocidade. A conversa com vídeo HD requer uma webcam HD compatível e um processador de 2,0 GHz ou superior. As webcams HD também podem ter requisitos de sistema adicionais.